# Дезенцано-дель-Гарда
Дезенцано-дель-Гарда, Дезенцано-дель-Ґарда (італ. Desenzano del Garda) — муніципалітет в Італії, у регіоні Ломбардія, провінція Брешія.
Дезенцано-дель-Гарда розташоване на відстані близько 430 км на північ від Рима, 105 км на схід від Мілана, 24 км на схід від Брешії.
Населення — 28 312 осіб (2014).

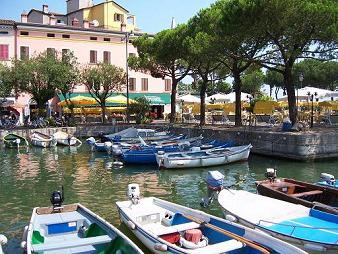

Щорічний фестиваль відбувається 27 січня. Покровитель — Sant'Angela Merici.

## Демографія
Населення за роками:

Станом на 1 січня 2023 року в муніципалітеті офіційно проживали 3562 іноземці з 94 країн, серед них 1052 громадяни країн Євросоюзу та 276 громадян України.

## Сусідні муніципалітети
- Лонато-дель-Гарда
- Паденге-суль-Гарда
- Песк'єра-дель-Гарда
- Поццоленго
- Сірміоне